# عنکبوت (فیلم ۲۰۰۲ هندی)
عنکبوت (انگلیسی: Spider) یک فیلم هندی به کارگردانی ویشال بهاردواج ومحصول سال ۲۰۰۲ است.